# Marqueur de poids moléculaire

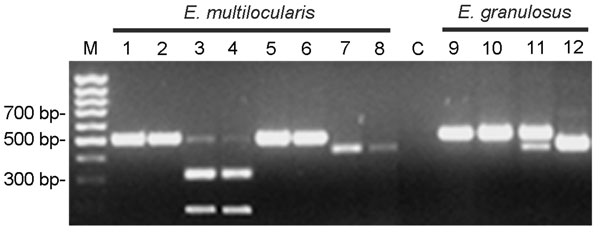
Exemple de gel d'agarose de produits de PCR avec le marqueur de poids moléculaires connus sur la gauche

Un marqueur de poids moléculaire est une solution de molécules d'ADN ou de protéines servant à déterminer le poids moléculaire de fragments d'ADN ou de protéine. Ils sont couramment utilisés dans les différents types d'électrophorèse (en gel d'agarose, gels SDS-PAGE, etc.).

## Utilisation
Ce marqueur sert de référence pour estimer la taille (inconnue) des molécules d'intérêt. Les molécules présents dans le mélange utilisé, en général industriel, doit présenter des molécules de même nature que celle que l'on souhaite étudier (protéines, ADNdb, ADNsb..) et des tailles qui voisinent pour une part celle de la molécule étudiée.